# 朱順一
朱順一（1952年—），生於台灣新竹市，籍貫湖南，合勤集團創辦人兼董事長。

## 生平
朱順一出身於新竹市的中華民國陸軍眷村「精忠新村」，父親出身中華民國陸軍，1949年隨國民政府來到台灣。家中有12名兄弟姐妹，朱順一排行第七。
成長、讀書、求學都在新竹，曾就讀竹一中（今新竹市建華國中）、新竹中學、國立交通大學電子工程學系與國立台灣大學電機研究所。大學畢業後在中華民國海軍服預官役，擔任電子官兩年。
留學美國，在美國德州萊斯大學取得電機博士學位。之後進入AT&T貝爾實驗室工作。
1987年，朱順一在桃園縣龍潭鄉（今桃園市龍潭區）成立實驗室，創辦一隆科技，從事高速數據機的研發。因為得到創投企業家胡定華所管理的創投基金注資，1989年，朱順一於新竹科學園區成立合勤科技。合勤科技於1991年推出ZyXEL品牌之高速數據機，以獨特優異性能而著稱於世，此後為一知名之網路通訊設備廠商，尤在歐洲有良好銷售成績。

## 家庭
其妻為白蓮蘋，兩人生有二女一子。

## 慈善活動
朱順一出身清寒，以教育翻身，求學過程獲得獎學金的資助，深信教育才能使窮人翻身，教育機會的均等能促使社會階層流動。因此，長年在竹苗地區學校，如交通大學、清華大學、新竹高中、新竹女中、竹東高中與竹南高中設有獎學金。「朱順一合勤獎學金 （页面存档备份，存于）」為朱順一在民國88年至目前為止已發出近新臺幣1.45億元，累積超過5,000名學生受惠，四年前朱順一從以前個人名義捐贈，轉為以合勤基金會名義頒發，不只展現企業社會責任，更傳承著「同為陽明交大一份子」的共好精神。
另外在清華大學捐助有合勤演藝廳，在交通大學捐助有合勤講堂。